# Andrzej Juskowiak
Andrzej Mieczysław Juskowiak (ur. 3 listopada 1970 w Gostyniu) – polski piłkarz, który grał na pozycji napastnika, reprezentant kraju. Trener, działacz i komentator piłkarski.

## Kariera
Karierę rozpoczynał w sezonie 1987/1988 występując w zespole Kani Gostyń. Następnie występował w Lechu Poznań, W jego barwach sezonie 1989/1990 zdobył Mistrzostwo Polski i tytuł króla strzelców (18 goli). Kolejne mistrzostwo wywalczył w sezonie 1991/92, a ponadto Superpuchar w sezonie 1990/91.
Uczestniczył w turnieju mistrzostw Europy U-21 w Piłce Nożnej w 1992. W 1992 wraz z olimpijską reprezentacją Polski wywalczył srebrny medal na Igrzyskach Olimpijskich w Barcelonie i został królem strzelców turnieju zdobywając 7 goli. Łącznie w reprezentacji Polski rozegrał 39 meczów i strzelił 13 bramek.
W barwach Sportingu wywalczył Puchar Portugalii w sezonie 1994/1995. Później występował w Olympiakosie Pireus, Borussii Mönchengladbach, VfL Wolfsburg, Energie Cottbus i New York/New Jersey MetroStars. W ostatnim klubie FC Erzgebirge Aue grał do 2007. Do sezonu 2006/2007 wystąpił w 462 meczach ligowych, strzelając 162 gole. W lidze polskiej wystąpił 95 razy i strzelił 43 gole. W Bundeslidze zdobył 56 goli (trzecie miejsce wśród Polaków, za Robertem Lewandowskim oraz Janem Furtokiem). 7 września 2007 odbył się mecz towarzyski FC Erzgebirge Aue – Lech Poznań (2:4) z okazji zakończenia kariery piłkarskiej przez Andrzeja Juskowiaka.
Po zakończeniu kariery podjął się współkomentowania meczów i roli eksperta w kanałach telewizyjnych Polsat Sport, Orange Sport, Eurosport i TVP między innymi podczas mistrzostw świata w piłce nożnej 2018, mistrzostw Europy w piłce nożnej 2012, 2020 i Ligi Mistrzów UEFA. Od 5 czerwca 2009 do 3 stycznia 2011 roku pełnił funkcję trenera napastników Lecha Poznań. Został także prezesem poznańskiego klubu TPS Winogrady. 11 lutego 2014 został członkiem zarządu Lechii Gdańsk odpowiedzialnym za sprawy sportowe. 6 października 2014 został zwolniony ze stanowiska wiceprezesa ds. sportowych Lechii Gdańsk. Od 2016 zajmuje się także skautingiem w Lechu Poznań. Od 2018 jest komentatorem i ekspertem Ekstraklasy na antenach kanałów sportowych Canal+. Często gości w programie Liga+.

## Reprezentacja Polski
W 1992 wraz z olimpijską reprezentacją Polski wywalczył srebrny medal na Igrzyskach Olimpijskich w Barcelonie i został królem strzelców. W reprezentacji Polski rozegrał 39 meczów i strzelił 13 bramek.
| l.p. | Data                 | Miejsce                 | Przeciwnik  | Rezultat | Rozgrywki       | Grał   | Uwagi           |
| ---- | -------------------- | ----------------------- | ----------- | -------- | --------------- | ------ | --------------- |
| 1.   | 7 maja 1992          | Solna                   | Szwecja     | 0-5      | towarzyski      | do 45' |                 |
| 2.   | 9 września 1992      | Mielec                  | Izrael      | 1-1      | towarzyski      | 90'    |                 |
| 3.   | 23 września 1992     | Poznań                  | Turcja      | 1-0      | elim. MŚ 1994   | 90'    | Żółta kartka    |
| 4.   | 28 kwietnia 1993     | Łódź                    | San Marino  | 1-0      | elim. MŚ 1994   | do 64' |                 |
| 5.   | 27 października 1993 | Stambuł                 | Turcja      | 1-2      | elim. MŚ 1994   | do 76' |                 |
| 6.   | 9 lutego 1994        | Santa Cruz de Tenerife  | Hiszpania   | 1-1      | towarzyski      | do 62' |                 |
| 7.   | 17 maja 1994         | Katowice                | Austria     | 3-4      | towarzyski      | 90'    | Gol             |
| 8.   | 12 października 1994 | Mielec                  | Azerbejdżan | 1-0      | elim. Euro 1996 | 90'    | Gol             |
| 9.   | 16 listopada 1994    | Zabrze                  | Francja     | 0-0      | elim. Euro 1996 | 90'    |                 |
| 10.  | 15 marca 1995        | Ostrowiec Świętokrzyski | Litwa       | 4-1      | towarzyski      | 90'    |                 |
| 11.  | 29 marca 1995        | Bukareszt               | Rumunia     | 1-2      | elim. Euro 1996 | 90'    | Gol             |
| 12.  | 25 kwietnia 1995     | Zabrze                  | Izrael      | 4-3      | elim. Euro 1996 | 90'    | Gol             |
| 13.  | 7 czerwca 1995       | Zabrze                  | Słowacja    | 5-0      | elim. Euro 1996 | 90'    | Gol · Gol       |
| 14.  | 29 czerwca 1995      | Recife                  | Brazylia    | 1-2      | towarzyski      | 90'    | Gol             |
| 15.  | 16 sierpnia 1995     | Paryż                   | Francja     | 1-1      | elim. Euro 1996 | 90'    | Gol             |
| 16.  | 6 września 1995      | Zabrze                  | Rumunia     | 0-0      | elim. Euro 1996 | 90'    |                 |
| 17.  | 11 października 1995 | Bratysława              | Słowacja    | 1-4      | elim. Euro 1996 | 90'    | Gol             |
| 18.  | 27 marca 1996        | Łódź                    | Słowenia    | 0-0      | towarzyski      | 90'    |                 |
| 19.  | 1 maja 1996          | Mielec                  | Białoruś    | 1-1      | towarzyski      | do 46' |                 |
| 20.  | 2 czerwca 1996       | Moskwa                  | Rosja       | 0-2      | towarzyski      | 90'    |                 |
| 21.  | 2 kwietnia 1997      | Chorzów                 | Włochy      | 0-0      | elim. MŚ 1998   | 90'    |                 |
| 22.  | 31 maja 1997         | Chorzów                 | Anglia      | 0-2      | elim. MŚ 1998   | do 51' |                 |
| 23.  | 6 września 1997      | Warszawa                | Węgry       | 1-0      | towarzyski      | do 14' |                 |
| 24.  | 7 października 1997  | Kiszyniów               | Mołdawia    | 3-0      | elim. MŚ 1998   | do 77' | Gol · Gol · Gol |
| 25.  | 11 października 1997 | Tbilisi                 | Gruzja      | 0-3      | elim. MŚ 1998   | do 83' |                 |
| 26.  | 25 lutego 1998       | Ramat Gan               | Izrael      | 0-2      | towarzyski      | do 75' |                 |
| 27.  | 25 marca 1998        | Warszawa                | Słowenia    | 2-0      | towarzyski      | od 70' |                 |
| 28.  | 6 września 1998      | Burgas                  | Bułgaria    | 3-0      | elim. Euro 2000 | od 85' |                 |
| 29.  | 10 października 1998 | Warszawa                | Luksemburg  | 3-0      | elim. Euro 2000 | 90'    | Gol             |
| 30.  | 3 marca 1999         | Warszawa                | Armenia     | 1-0      | towarzyski      | do 61' |                 |
| 31.  | 27 marca 1999        | Londyn                  | Anglia      | 1-3      | elim. Euro 2000 | od 85' |                 |
| 32.  | 31 marca 1999        | Chorzów                 | Szwecja     | 0-1      | elim. Euro 2000 | 90'    |                 |
| 33.  | 8 września 1999      | Warszawa                | Anglia      | 0-0      | elim. Euro 2000 | od 64' |                 |
| 34.  | 9 października 1999  | Solna                   | Szwecja     | 0-2      | elim. Euro 2000 | do 81' |                 |
| 35.  | 2 września 2000      | Kijów                   | Ukraina     | 3-1      | elim. MŚ 2002   | do 68' |                 |
| 36.  | 7 października 2000  | Łódź                    | Białoruś    | 3-1      | elim. MŚ 2002   | do 45' |                 |
| 37.  | 11 października 2000 | Warszawa                | Walia       | 0-0      | elim. MŚ 2002   | do 73' |                 |
| 38.  | 2 czerwca 2001       | Cardiff                 | Walia       | 2-1      | elim. MŚ 2002   | do 53' | kpt.            |
| 39.  | 6 czerwca 2001       | Erywań                  | Armenia     | 1-1      | elim. MŚ 2002   | do 60' | kpt.            |

## Sukcesy
Reprezentacyjne
- Srebrny medal letnich igrzysk olimpijskich: 1992 z Polską

Klubowe
- Mistrzostwo Polski: 1990, 1992 z Lechem Poznań
- Superpuchar Polski: 1990 z Lechem Poznań
- Finał Superpucharu Polski: 1988 z Lechem Poznań
- Puchar Portugalii: 1995 ze Sportingiem

Indywidualne
- Król strzelców I ligi polskiej: 1990 – 18 goli
- Król strzelców turnieju na Letnich Igrzyskach Olimpijskich 1992: 7 goli (w tym hat-trick w meczu półfinałowym przeciw Australii, 6:1)
- Bundesliga niemiecka w piłce nożnej (1998/1999):
  - Pierwsze miejsce w klasyfikacji strzelców po rundzie jesiennej: 11 goli[7]
  - Piąte miejsce w klasyfikacji strzelców po zakończeniu sezonu: 13 goli[8]
- Najskuteczniejszy strzelec drużyny FC Erzgebirge Aue w rozgrywkach 2. Bundesligi: 33 gole